# Одеська обласна клінічна лікарня
Одеська обласна клінічна лікарня — багатопрофільний лікувальний заклад в місті Одеса. Лікарня забезпечує висококваліфіковану спеціалізовану медичну допомогу населенню та надає лікувально-діагностичну, планово-консультативну і організаційно-методичну допомогу установам охорони здоров'я області.

## Загальні відомості
Сьогодні в її складі 970 ліжок, поліклініка, розрахована на прийом до 500 хворих на добу по 28 медичним напрямам, обласний Центр планування сім'ї.

## Історія
Заснована лікарня в 1896 році, на базі спорудженої нової міської лікарні на Слобідці.
В 1983 році лікарню переведено в нові приміщення на масиві Котовського, спеціально збудовані для обласної лікарні.

## Колектив
Головний лікар — Гульченко Юрій Іванович. В лікарні працюють 2266 особи, зокрема 381 лікар і 900 середніх медичних працівників.